# Leidsche Rijn College

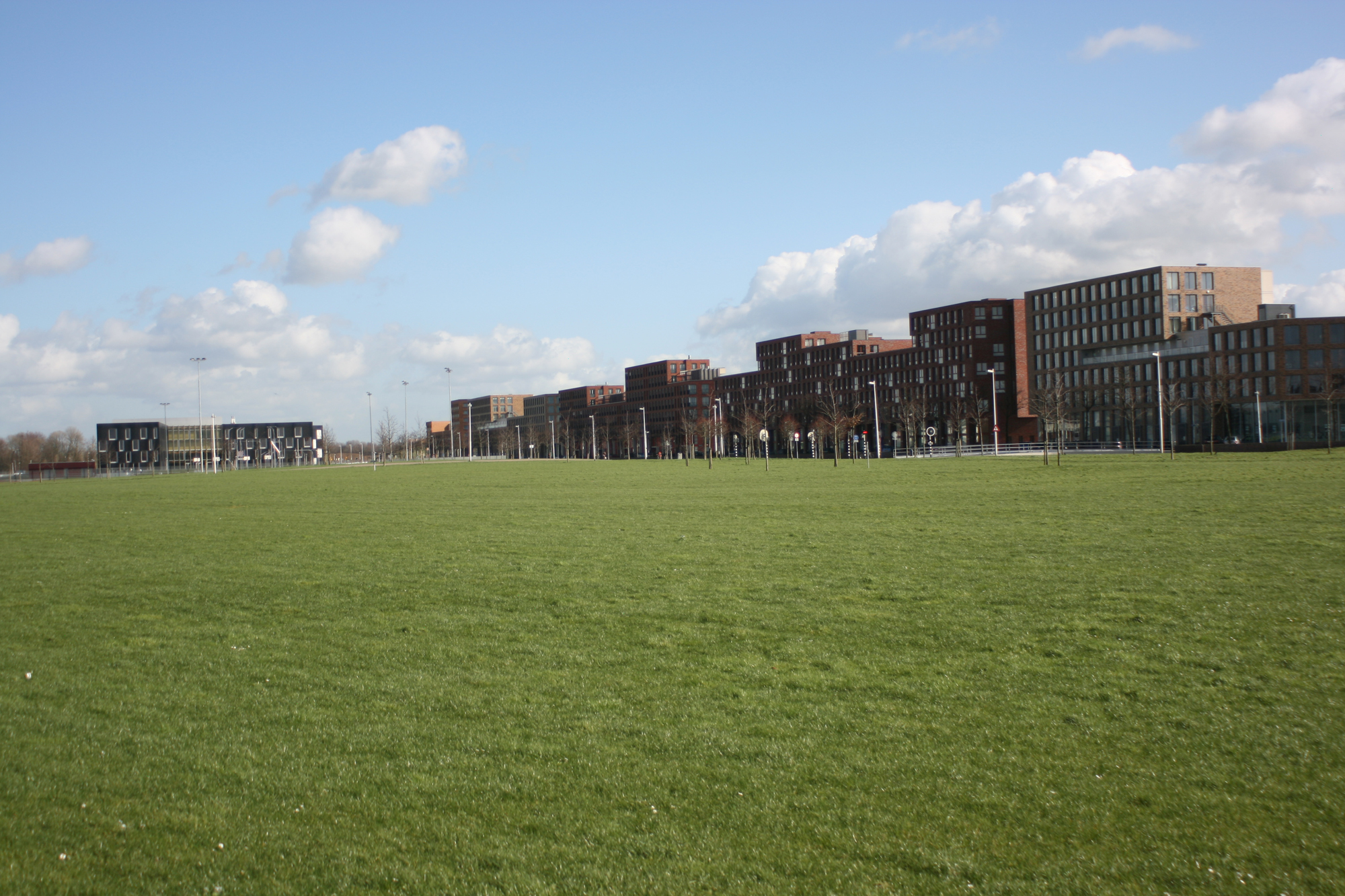
De Melissekade in Parkwijk, met links op de achtergrond het Leidsche Rijn College

Het Leidsche Rijn College (kort gezegd LRC) is een openbare school voor gymnasium, atheneum en havo in de wijk Leidsche Rijn in Utrecht. De school is een Topsport Talentschool.
Het LRC valt onder de Stichting voor openbaar voortgezet onderwijs in de gemeente Utrecht en omgeving (Nuovo Scholen). De school heeft ruim 1700 leerlingen.

## Geschiedenis
De school startte in september 1998 met 35 leerlingen op een tijdelijke locatie aan de Croeselaan in Utrecht. Na nog enkele andere tijdelijke locaties kon de school in 2007 verhuizen naar het huidige schoolgebouw. Op 25 september 2007 werd het nieuwe schoolgebouw officieel geopend.

## Onderwijs
Naast klassikaal onderwijs (de Kernlessen) krijgen de leerlingen keuzelessen aangeboden (LRC lessen). LRC staat in dit verband voor Lef/Leven, Richting en Coaching.
Sinds het schooljaar 2021-2022 biedt het Leidsche Rijn College tevens Tweetalig Onderwijs (TTO) aan. In de TTO-klassen wordt de CLIL-methode gebruikt.

## Gebouw
De school is gehuisvest in de Sportcampus Leidsche Rijn, een gebouw dat werd ontworpen door architect Wiel Arets. Het gebouw heeft een centraal deel met vier uitwaaierende vleugels. De buitenkant met de van textuur voorziene zwarte beplatingen is een typisch stijlkenmerk van Arets. Het gebouw is volledig aardgasvrij en energieneutraal door het gebruik van waterbuffers. In 2023 kreeg het Leidsche Rijn College als eerste school in Nederland een inlevermachine voor statiegeld van blikjes en flesjes.
In de aula van de school bevindt zich het kunstwerk Bron en gletsjer van Marijke van Warmerdam, uit 2006.

## Activiteiten
Jaarlijks wordt Pomutocadaza! georganiseerd, waar leerlingen en leraren hun podiumkunsten laten zien.

## Bekende (oud-)leerlingen
- Sarah Buis,[14] waterpolospeelster
- Lisa Bunschoten,[15] snowboardster
- Keet Oldenbeuving,[16] skateboarder
- Dafne Schippers,[17] voormalig atlete
- Thelma Schoon, theologe en Oudkatholiek pastoor
- Sebastiaan Verschuren,[18] voormalig zwemmer
- Xan de Waard,[19] hockeyspeelster
- Lindsey Weerdenburg,[20] karateka

## Trivia
- De hoofdpersonen uit het boek Superhelden.nl (2011) van Marcel van Driel zitten op het Leidsche Rijn College.